# Campoletis kumatai
Campoletis kumatai är en stekelart som beskrevs av Kusigemati 1987. Campoletis kumatai ingår i släktet Campoletis och familjen brokparasitsteklar. Inga underarter finns listade.